# Loipersdorf-Kitzladen
Loipersdorf-Kitzladen ist eine Gemeinde mit 1368 Einwohnern (Stand 1. Jänner 2024) im Burgenland im Bezirk Oberwart in Österreich. Der ungarische Ortsname der Gemeinde ist Lipótfalva-Kicléd.

## Geografie
Die Gemeinde liegt im Südburgenland im Tal des Stegersbaches an der Grenze zur Steiermark.

### Gemeindegliederung
| Deutscher Ortsname        | Ungarischer Ortsname | Kroatischer Ortsname |
| ------------------------- | -------------------- | -------------------- |
| Kitzladen                 | Kicléd               | -                    |
| Loipersdorf im Burgenland | Lipótfalva           | -                    |

Das Gemeindegebiet umfasst folgende zwei Ortschaften (Einwohner Stand 1. Jänner 2024):
- Kitzladen (319)
- Loipersdorf im Burgenland (1049)

Die Gemeinde besteht aus zwei Katastralgemeinden (Fläche Stand 31. Dezember 2023):
- Kitzladen (365,7 ha)
- Loipersdorf (1.222,03 ha)

### Nachbargemeinden
| Neustift an der Lafnitz | Grafenschachen                              | Pinkafeld     |
| Lafnitz (HF)            | Kompassrose, die auf Nachbargemeinden zeigt | Riedlingsdorf |
|                         | Markt Allhau                                |               |

## Geschichte
Der Ort wurde 1334 das erste Mal urkundlich erwähnt. Er gehörte wie das gesamte Burgenland bis 1920/21 zu Ungarn (Deutsch-Westungarn). Seit 1898 musste aufgrund der Magyarisierungspolitik der Regierung in Budapest der ungarische Ortsname Lipótfalva-Kiczléd verwendet werden.
Nach dem Ende des Ersten Weltkriegs wurde nach zähen Verhandlungen Deutsch-Westungarn in den Verträgen von St. Germain und Trianon 1919 Österreich zugesprochen. Der Ort gehört seit 1921 zum neu gegründeten Bundesland Burgenland.
Seit einigen Jahren besteht im Ort mit dem Sterntalerhof ein Hospiz für kranke Kinder.
Im April 2024 wurde am Friedhof eine Gedenkstätte zur Erinnerung an die in der Zeit des Nationalsozialismus ermordeten Roma enthüllt.

## Kultur und Sehenswürdigkeiten

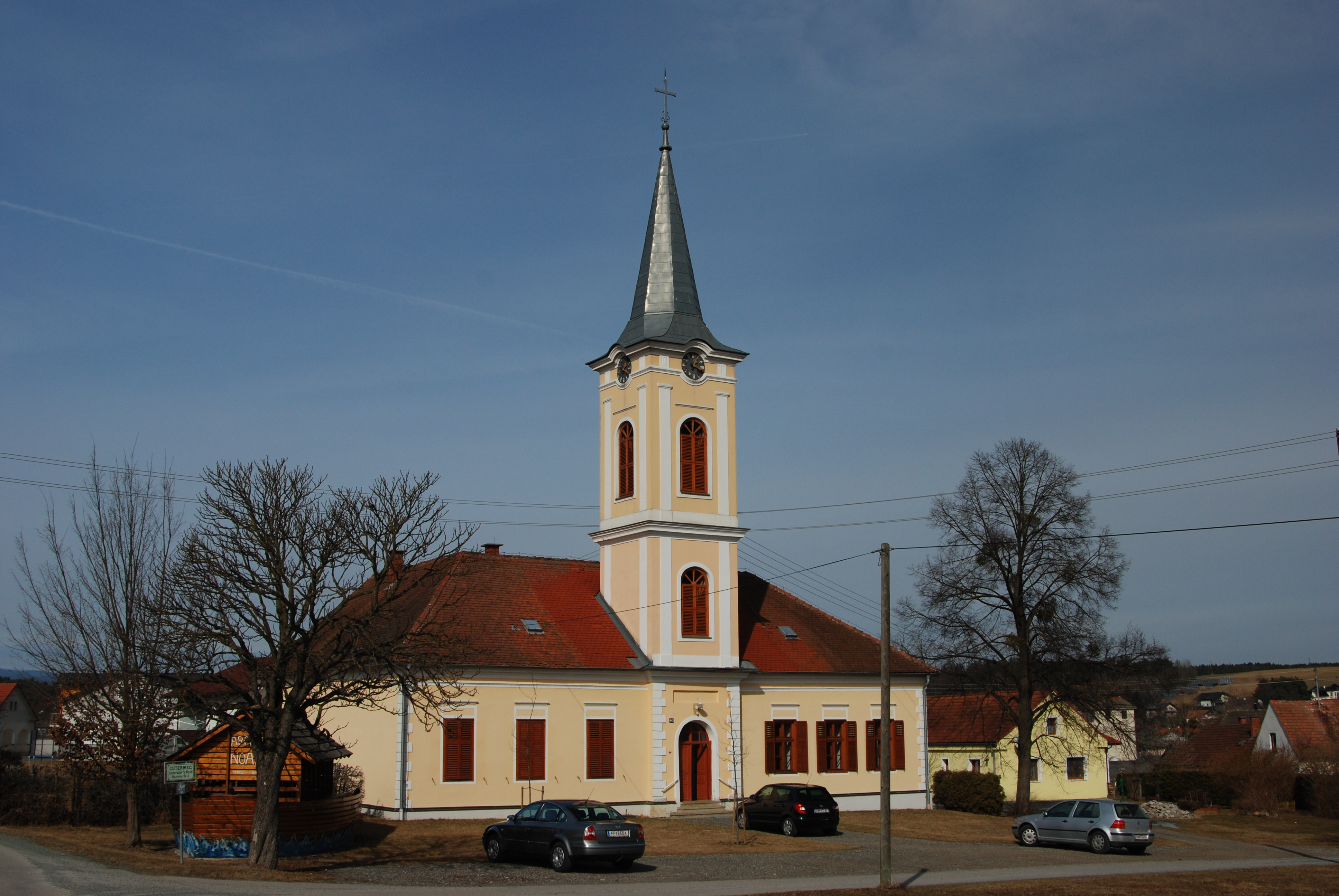
Evangelisches Schul- und Bethaus in Loipersdorf

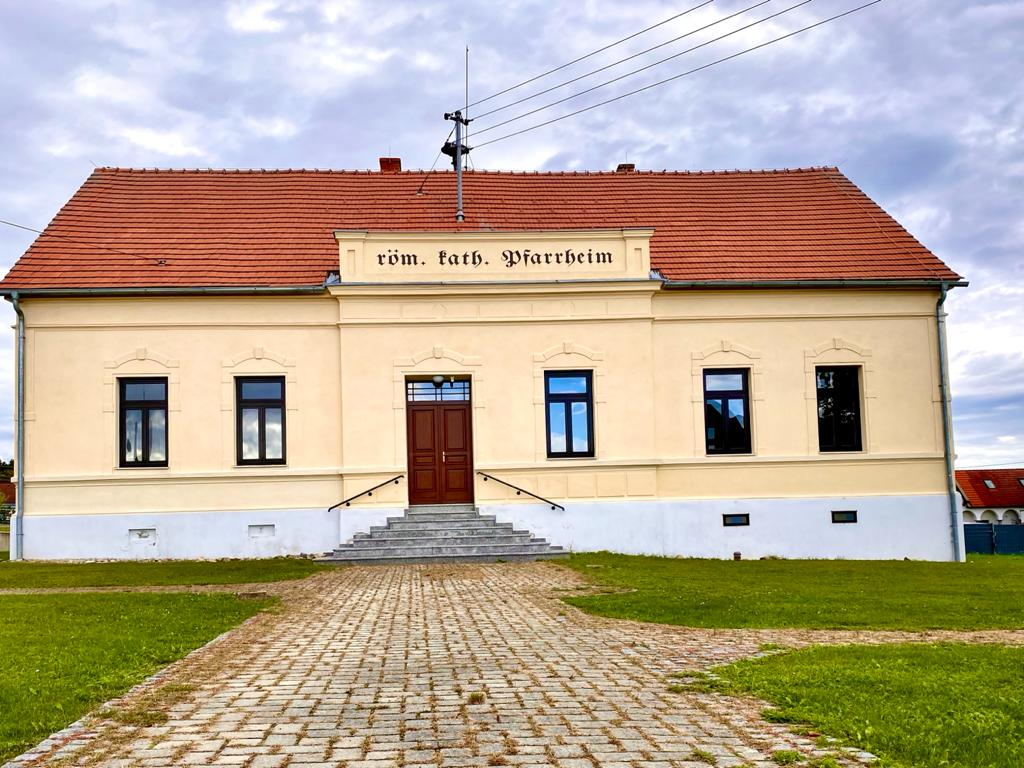
Römisch katholisches Pfarrheim in Loipersdorf

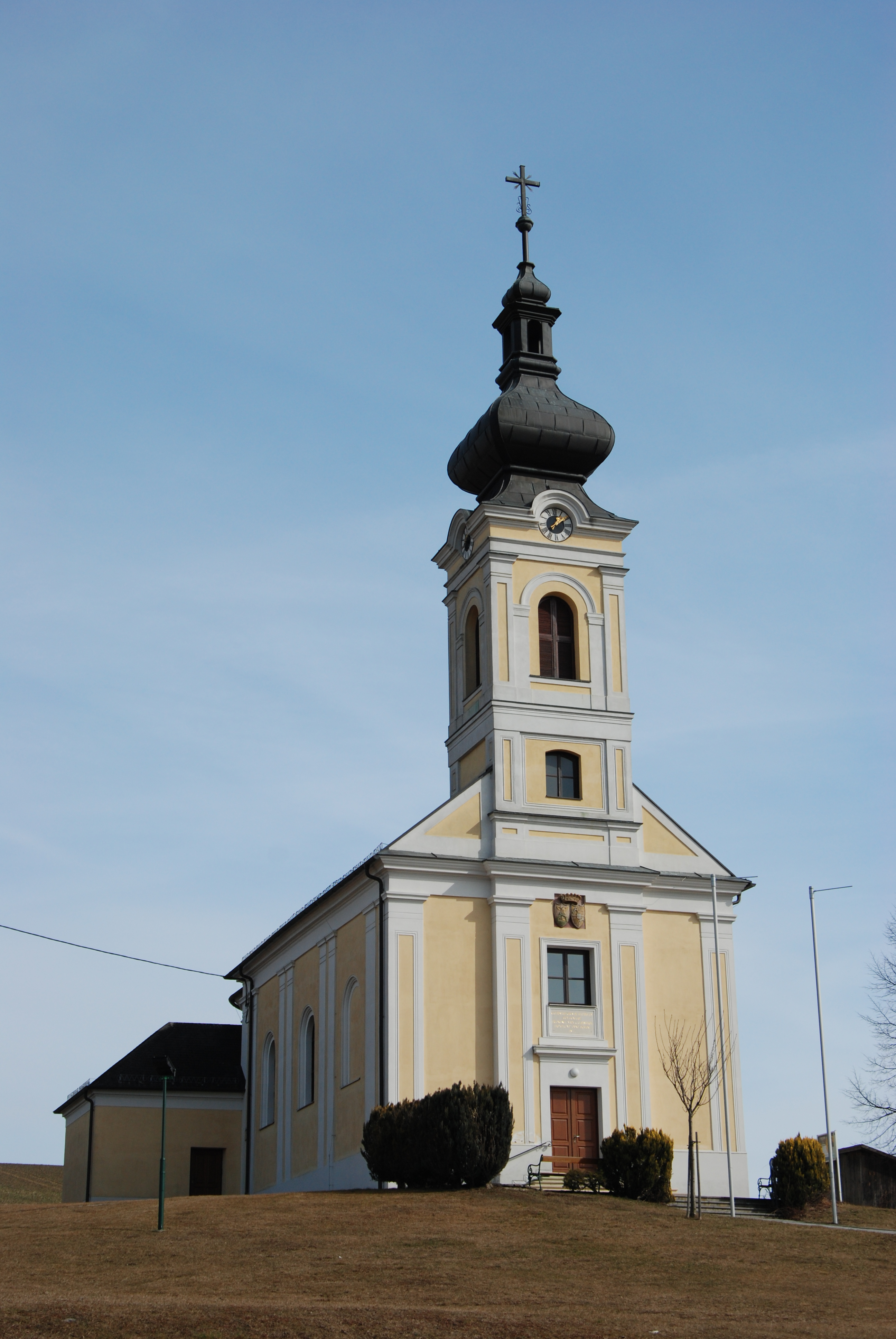
Pfarrkirche Kitzladen

- Katholische Pfarrkirche Kitzladen Hl. Jakobus

## Wirtschaft und Infrastruktur

### Wirtschaft
Während die Anzahl der Land- und Forstwirtschaftsbetriebe von 1999 bis 2010 von 64 auf 47 abnahm, ging die Anzahl der Haupterwerbsbetriebe von 19 auf 14 zurück. Diese bewirtschafteten im Jahr 2010 rund zwei Drittel der Flächen.
| Wirtschaftssektor            | Anzahl Betriebe | Anzahl Betriebe | Erwerbstätige | Erwerbstätige |
| Wirtschaftssektor            | 2011            | 2001            | 2011          | 2001          |
| ---------------------------- | --------------- | --------------- | ------------- | ------------- |
| Land- und Forstwirtschaft 1) | 47              | 64              | 17            | 32            |
| Produktion                   | 18              | 14              | 103           | 70            |
| Dienstleistung               | 54              | 28              | 250           | 288           |

1) Betriebe mit Fläche in den Jahren 2010 und 1999

### Bildung
In der Gemeinde befinden sich ein Kindergarten und eine Volksschule.

### Infrastruktur
Quer durch das Gemeindegebiet verläuft die Süd Autobahn A2.

## Politik

### Gemeinderat
Der Gemeinderat umfasst aufgrund der Anzahl der Wahlberechtigten insgesamt 19 Mitglieder.
| Partei          | 2022    | 2022    | 2022    | 2017    | 2017    | 2017    | 2012             | 2012             | 2012             | 2007             | 2007             | 2007             | 2002             | 2002             | 2002             | 1997             | 1997             | 1997             |
| Partei          | Sti.    | %       | M.      | Sti.    | %       | M.      | Sti.             | %                | M.               | Sti.             | %                | M.               | Sti.             | %                | M.               | Sti.             | %                | M.               |
| --------------- | ------- | ------- | ------- | ------- | ------- | ------- | ---------------- | ---------------- | ---------------- | ---------------- | ---------------- | ---------------- | ---------------- | ---------------- | ---------------- | ---------------- | ---------------- | ---------------- |
| SPÖ             | 487     | 49,90   | 10      | 390     | 43,77   | 8       | 524              | 59,89            | 11               | 549              | 60,46            | 12               | 513              | 59,51            | 11               | 492              | 63,16            | 10               |
| ÖVP             | 405     | 41,50   | 8       | 370     | 41,53   | 8       | 351              | 40,11            | 8                | 359              | 39,54            | 7                | 349              | 40,49            | 8                | 287              | 36,84            | 5                |
| FPÖ             | 84      | 8,61    | 1       | 131     | 14,70   | 3       | nicht kandidiert | nicht kandidiert | nicht kandidiert | nicht kandidiert | nicht kandidiert | nicht kandidiert | nicht kandidiert | nicht kandidiert | nicht kandidiert | nicht kandidiert | nicht kandidiert | nicht kandidiert |
| Wahlberechtigte | 1224    | 1224    | 1224    | 1110    | 1110    | 1110    | 1094             | 1094             | 1094             | 1066             | 1066             | 1066             | 1044             | 1044             | 1044             | 983              | 983              | 983              |
| Wahlbeteiligung | 87,09 % | 87,09 % | 87,09 % | 88,38 % | 88,38 % | 88,38 % | 88,03 %          | 88,03 %          | 88,03 %          | 89,59 %          | 89,59 %          | 89,59 %          | 91,09 %          | 91,09 %          | 91,09 %          | 90,95 %          | 90,95 %          | 90,95 %          |

### Bürgermeister

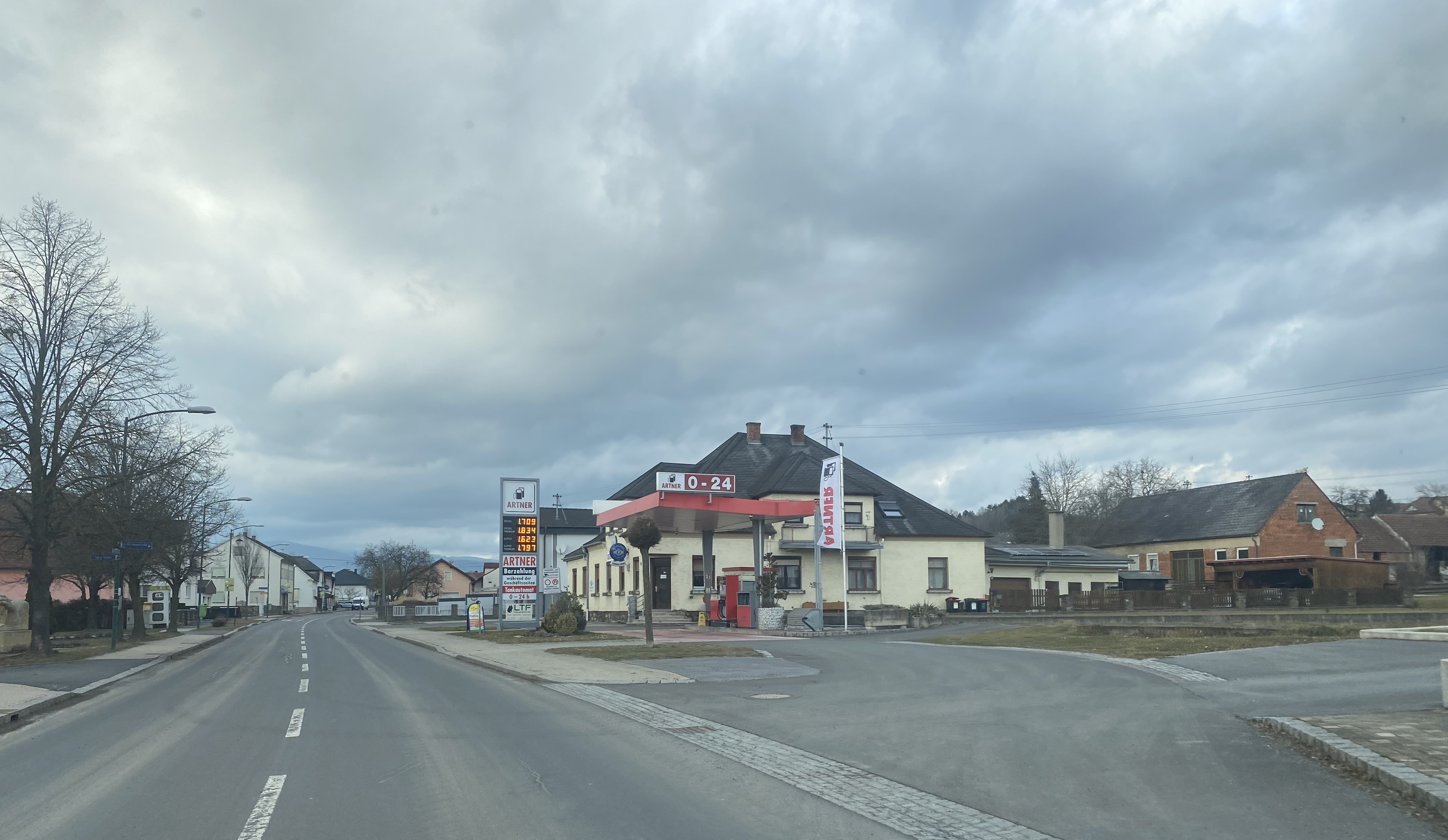
Ortsdurchfahrt Loipersdorf

Bürgermeister ist Jürgen Zimara (SPÖ), der sich bei Bürgermeisterstichwahl am 23. Oktober 2022 mit 9 Stimmen mehr gegen den seit 2017 amtierenden Bürgermeister Thomas Böhm (ÖVP) durchsetzte. Die absolute Mehrheit der SPÖ konnte bereits im Vorfeld bei der Gemeinderatswahl am 2. Oktober 2022 zurückerobert werden.
Amtsleiter ist Michael Koch.

### Wappen
|  | Blasonierung: „In rotem Schild ein goldener Roßkamm, bedeckt mit einem Lebensbaum, dieser beseitet von je einem einwärts steigendem Roß.“ Das Wappen wurde vom Heraldiker Heinrich Purkarthofer nach geschichtlichen Aufzeichnungen gestaltet. Aus diesen geht hervor, dass im Westen der Gemeinde im 19. Jahrhundert ein Eisenhammer betrieben wurde, in dem verschiedenste Gebrauchswaren hergestellt wurden, darunter auch solche aus Messing. Der Rosskamm, der in keinem anderen österreichischen Gemeindewappen vorkommt, lässt sich aus der Geschichte der Ortsteile der Gemeinde erklären. |